# Pronoctua longidens
Pronoctua longidens là một loài bướm đêm trong họ Noctuidae.